# Yann Weymouth
Yann Weymouth est un architecte américain basé à St. Petersburg en Floride.

## Biographie
Il a principalement aux côtés de l'architecte américain Ieoh Ming Pei sur la pyramide du Louvre.
Parmi ses œuvres remarquées se trouve le Salvador Dali Museum de St. Petersburg.

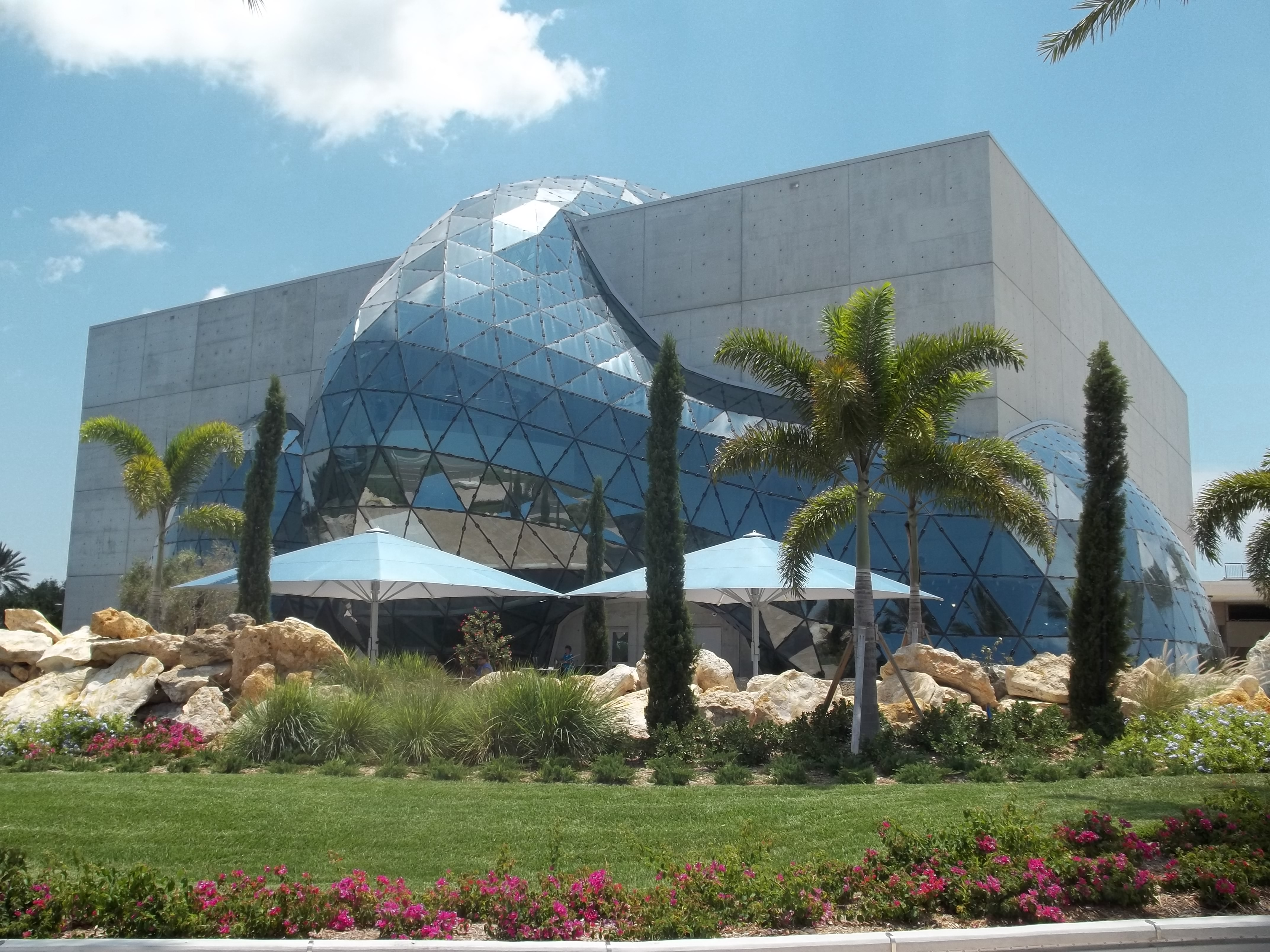
Le Salvador Dali Museum.